# Joachim Giesel

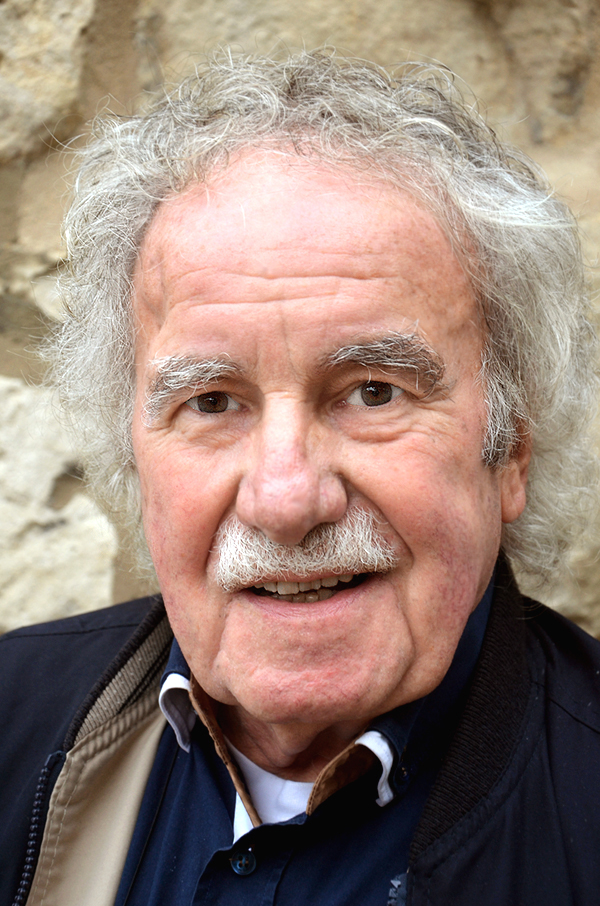
Joachim Giesel, 2016

Joachim Giesel (* 27. August 1940 in Breslau) ist ein deutscher Fotograf und Kurator. Seit den 1960er Jahren hält er in seinen Dokumentationen, Serien, Porträts und Werbeaufnahmen die politische, soziale und kulturelle Entwicklung der Bundesrepublik Deutschland fest.

## Leben
Joachim Giesel wurde während des Zweiten Weltkrieges 1940 in Breslau geboren. Sein Vater Hans Giesel war Inhaber eines Rundfunkbetriebs. Nach der Flucht seiner Familie aus Schlesien wurde Giesel 1951 in Hannover heimisch, wo er die Leibnizschule besuchte.

### Ausbildung
Zur Konfirmation bekam Giesel von seinem Vater seine erste Kamera, eine Voigtländer „Bessa“. Am 15. September 1956 traf er mit seiner Schülermannschaft aus Hannover auf eine aus Hamburg im Niedersachsenstadion (heute HDI-Arena) an. Nach Abpfiff blieb der Sechzehnjährige länger im Stadion und wurde so Zeuge des ersten Länderspieles der BRD gegen die UdSSR auf deutschem Boden, welches er fotografisch festhielt. Sechs seiner Fotografien wurden als Reportage in der Zeitschrift „Rasselbande“ unter dem Titel „Meine Kamera und ich sahen. Das Spiel des Jahres“ veröffentlicht. 1958 begann er eine Ausbildung als Fotograf im Fotostudio Klaus Berger als Porträt- und Architekturfotograf. Im Studio Berger lernte er seine spätere Ehefrau Monika kennen, die ein Jahr vor Giesel ihre Ausbildung bei Berger begonnen hatte. Monika eröffnete in den 1980er Jahren ein Fotostudio, gab jedoch zugunsten der Familie ihren Beruf als Fotografin auf. 1961 legte Giesel die Gesellen- und 1966 seine Meisterprüfung ab. 1980 schloss Giesel ein Studium als Dipl.-Designer für Fotografie an der Fachhochschule Dortmund ab.

### Arbeit als Fotograf
Ab 1961 war Giesel als festangestellter Bildjournalist bei der Hannoverschen Presse tätig. Nach seiner Meisterprüfung 1966 machte sich Giesel mit einem eigenen Fotostudio in der Bödekerstraße in Hannover selbständig. Zu Beginn seiner Karriere als selbstständiger Fotograf lag sein Schwerpunkt auf Bildjournalismus, Mode-, und Werbefotografie. Es entstanden in über fünfzigjähriger Tätigkeit eine Sammlung vielfältiger, aufwendiger, kommerzieller Aufnahmen u. a. in Kooperation mit Firmen wie Erdmann, Rossmann, Pelikan, Sunozon oder Telefunken.
„Probe + Konzert“ im Jahr 1970 war Giesels erste Einzelausstellung. Es folgen eine Vielzahl an Einzel- und Gruppenausstellungen.
Giesel wurde 1971 in die Gesellschaft Deutscher Lichtbildner (GDL, heute Deutsche Fotografische Akademie) und 1973 in die Deutsche Gesellschaft für Photographie (DGPh) berufen. Darüber hinaus ist er Mitglied im Bund Freischaffender Foto-Designer und war von 1981 bis 1987 erster Vorsitzender des Centralverbandes Deutscher Photographen (gleichbedeutend mit dem Amt des Bundesinnungsmeisters).
1976 wurde eine Arbeit von Giesel für das Titelcover des Photography Year Book ausgewählt. Das Umschlagbild zeigt eine surrealistische Porträtaufnahme.
Von 1979 bis 1999 war Giesel zuständig für die fotografische Öffentlichkeitsarbeit des Niedersächsischen Staatstheaters und der Niedersächsischen Staatsoper in der Nachfolge von Kurt Julius. Aufgrund seiner Begeisterung für das Ballett schuf Giesel über den Rahmen der Festanstellung hinaus eigenständige Porträts von Tänzern.
Zu Giesels bekanntesten Fotografie-Serien und Buchpublikationen zählen Grenzland-Niemandsland (1965–1989), Tänzer-Portraits (1989), Photo Portraits aus Hannover (1990), Der Mensch in der Gruppe (1970–1979), Verrückt nach Ilten (2003), 100 Hannoversche Köpfe (2006) und Hauptsache Arbeit (2010).

### Arbeit als Kurator
Zusammen mit seinem Berufskollegen, darunter Heinrich Riebesehl, Umbo (Otto Umbehr) und Kurt Julius organisierte Giesel 1969 die Ausstellung 10 Photographen in Hannover in der Galerie Kubus sowie 1970 Drei Photographen und ein Mädchen in der Marktgalerie. Das große Interesse, auf das die Fotoausstellung stieß, ermutigte die drei Initiatoren in ihrer Idee einen festen Ausstellungsort für Fotografie zu erschaffen. Somit gründete Giesel 1972 u. a. zusammen mit Heinrich Riebesehl, Karin Blüher und Peter Gauditz die spectrum Photogalerie. Und damit eine der ersten nicht kommerziellen Fotogalerien Europas. Gemeinsam wollte man einer breiten Öffentlichkeit das vielfältige 'Spektrum' der Anwendungs- und Ausdrucksmöglichkeiten des Mediums Fotografie näherbringen.
Die erste Ausstellung, die die Gruppe um Giesel kuratierte, war dem Fotografen Hein Gorny gewidmet. Diese Retrospektive des Werkes Gorny führte zur Wiederentdeckung des hannoverschen Künstlers. Giesel beteiligte sich 1972 selbst mit einem Beitrag in Gesichter – 17 Photographen aus Hannover in der Galerie spectrum. 1979 zeigte die Galerie eine Werkschau des hannoverschen Fotografen Umbo. Im selben Jahr wurde die spectrum Photogalerie in das neu eröffnete Sprengel-Museum integriert und bildete dort den Grundstock der Sammlung von Fotografie und Medien.
Neben der Tätigkeit für spectrum kuratierte Giesel mit Photographie in Hannover – Einflüsse, Auffassungen, Beispiele 1977 eine Ausstellung mit hannoverscher Fotografie für die Handwerksform, bei der er ebenfalls selbst vertreten war. Im Jahr 1991 initiierte er die Ausstellung 750 Jahre Hannover. Blende auf – Hannover aus Moskauer Sicht, bei der vier russische Fotografen ihre Hannover-Ansichten in Deutschland präsentierten. Im selben Jahr reiste Giesel nach Moskau und stellte dort im Ausstellungssaal des Staatlichen Kunstfonds zusammen mit vier anderen Fotografen ihre Sicht auf die russische Hauptstadt aus.
Im Laufe des zwanzigjährigen Bestehens zeigte spectrum vier bis sechs wechselnde Ausstellungen pro Jahr, wiederholt in enger Zusammenarbeit mit dem Folkwang Studiengang Fotografie, dem Folkwang Museum Essen oder etwa dem Institut Français. Insgesamt zeigte die Galerie 88 Ausstellungen mit zeitgenössischen Fotografen. Vertreten wurde die deutsche Fotoszene zum Beispiel mit einer Werkschau des Fotografen Umbo (Otto Umbehr) sowie weiteren Ausstellungen u. a. über Hilla Becher und Bernd Becher, André Gelpke, Barbara Klemm, August Sander, Michael Schmidt und Otto Steinert.
Das Sprengel Museum Hannover zeigt 2022 in einer großen Retrospektive „Vom Beginnen. 50 Jahre Spectrum Photogalerie“ unter anderem Fotografien der Gründungsmitglieder Blüher, Giesel und Riebesehl.

### Lehrtätigkeit
Joachim Giesel hatte an den Fachhochschulen Bielefeld (1979/80) und Dortmund sowie an der Gesamthochschule Wuppertal und der Bundesfachschule für Photographie in Hamburg (1979) Lehraufträge. Zudem setzte er sich mit dem Handwerksberuf der Fotografie stark auseinander. Er sammelte und publizierte seine kritischen Gedanken dazu u. a. in der Publikation „Giesel, Joachim (1979): Die Ausbildung zum Fotografen von morgen – müssen wir umdenken? In: Profifoto (3), S. 62–65.“. Diese Engagement führte dazu, dass Giesel das Amt des Bundesinnungsmeister von 1981 bis 1987 bekleidete.
Bis 2006 bildete er 16 Fotografinnen und Fotografen aus, darunter Karl-Heinz Jung (1969–72), Thomas Deutschmann (1970–73), Ralf Decker (1972–75), Magdalena Tooren-Wolff (1973–75), Ulrike Hochbaum (1975–78), Rainer Gene (1980–83), Till Lobenstein (1983), Axel Löhr (1982–84), Thomas Weski (1978–81), Barbara Balden (1984–87), Christine Gastner (1987), Klaus Hoffmann (1977–78), André Bauer (1994–96), Wesna Strejcek (1987–90), Dirk Meußling (1990–93) und Holger Hollemann (1973–76).

## Werk und Fotografie-Serien

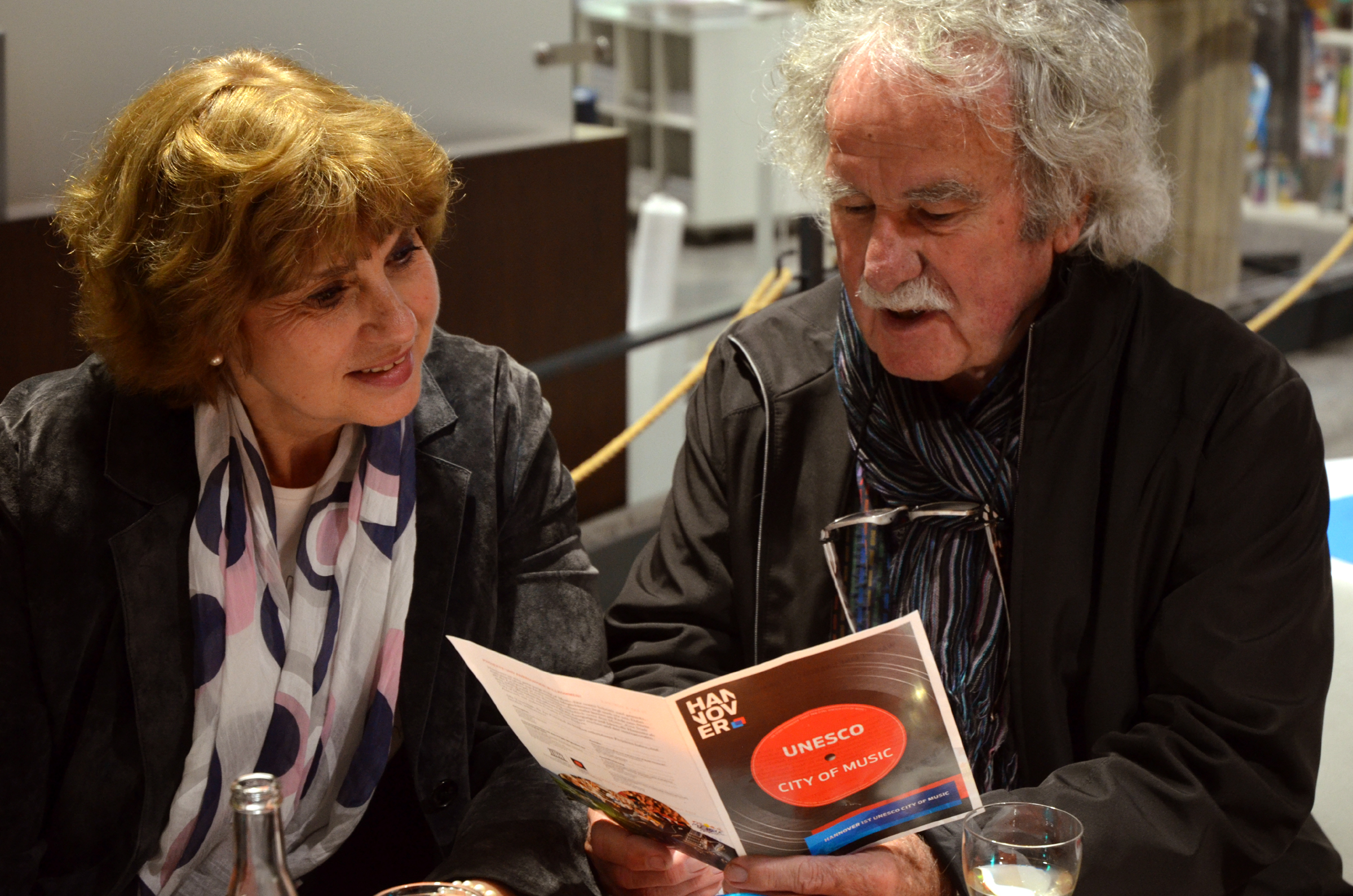
Das Paar Lily Knake und Joachim Giesel 2017 im Historischen Museum Hannover

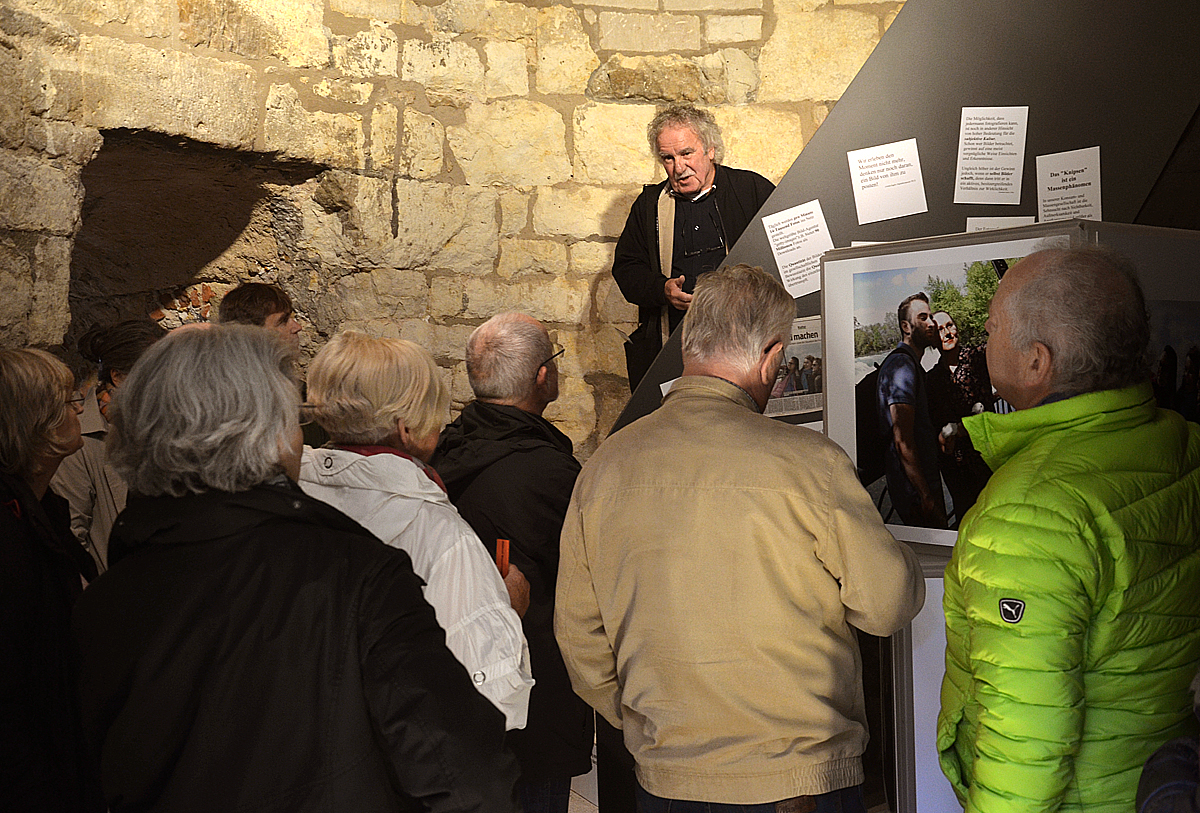
Joachim Giesel während seiner Führung durch seine Ausstellung Fotografieren heute – vom Zauber der Bilder im Beginenturm in Hannover

Giesels fotografisches Werk zeichnet sich durch eine Mischung von Auftragsarbeiten und freien Werke aus. Bildjournalismus, Mode- und Werbefotografie waren die ersten thematischen Schwerpunkte seiner fotografischen Karriere. Gleichzeitig widmet er sich eigenen kreativen Projekten. Die ersten freien Arbeiten stellte Giesel 1970 in der Ausstellung Drei Photographen und ein Mädchen aus, die er mit den Berufskollegen Kurt Julius und Heinrich Riebesehl organisierte. In den nachfolgenden Jahren schuf Giesel eine Reihe an eigenständigen Fotografie-Serien, die mehrheitlich den Menschen in den Fokus stellen.
Grenzland-Niemandsland (1965–1989)
Zwischen 1965 und 1989 reiste Giesel immer wieder an die innerdeutsche Grenze im sogenannten Zonenrandgebiet. Dort dokumentierte er aus westdeutscher Sicht in einer Vielzahl von Aufnahmen das Aussterben einst besiedelter Gebiete. Die Motive zeigen verfallene Gutshöfe, stillgelegte Gleise, von Unkraut übersäte Felder, gesperrte Straßen, geschlossene Fährhäfen sowie Wachposten, Zäune, Grenzen und Grenzübergänge. Giesel hielt in seinen Fotografien das Veröden einst bestehender Verbindungen fest: landschaftlich, wie politisch. 1983 veröffentlichte das Magazin Stern acht Fotografien aus dieser Serie unter dem Titel „Kurz vor der Schmerzgrenze“, Im September 2012 zeigte der Norddeutsche Rundfunk eine Dokumentation, in der Giesel mit seinem Freund, dem Stern-Autor Dieter Bub, die ehemalige Grenze abfuhr und die inzwischen historischen Fotos mit der Gegenwart verglich.
Vorstädte (1979–1980)
Giesel entschloss sich 1980, an der Fachhochschule Dortmund das Diplom für Fotografie abzulegen. Seine Abschlussarbeit trägt den Titel Vorstädte und umfasst 63 Schwarz-Weiß-Fotografien. In einem beiliegenden Ringbuch erläuterte er mit Text und Bildmaterial seine Idee und Herangehensweise. Seine Fotografien von Laatzen, Wülfel und Bemerode in Hannover, den Außenbezirken von Wolfsburg und Braunschweig sowie Bremen-Vahr zeigen ein Bild von Anonymität und Monotonie und spiegeln die trostlose Realität in den Großwohnsiedlungen wider. Mit der Arbeit positionierte sich so als sozialkritischer Fotograf.
Tänzer-Portraits (1989)
Zwischen 1988 und 1989 entstanden über 50 Aufnahmen von Tänzern, die Giesel in dem Fotobuch Tänzer-Portraits veröffentlichte. Bei der gleichnamigen Ausstellung im Theatermuseum Hannover wurden die Arbeiten erstmals gezeigt. Giesels Intention dieser Arbeit war es, die „Unterschiede, die auf der Bühne für die Besucher nicht sichtbar sein dürfen, in Form von Selbstdarstellungen der Tänzerinnen und Tänzer aufzuzeigen.“ In seinen Tänzer-Portraits erscheinen die Hochleistungssportler selbstbewusst und intensivem Ausdruck. Dabei nutzte Giesel eine Hasselblad und eine Plaubel Studiokamera. Giesel kreierte mit einem selbst angesetzten Entwickler, Schwamm und einer Spülbürste eine besondere Wischtechnik an den Rändern, welche die Bewegungen des Tanzes aufgreift.
Photo-Portraits aus Hannover (1990)
Giesel stellte in seinem Projekt Photo-Portraits aus Hannover prominente Personen in 112 Fotografien vor, die in Verbindung mit der Landeshauptstadt stehen. Er fotografierte dabei die Menschen in ihrem vertrauten Umfeld. Durch den Verzicht auf Inszenierung und Stereotypen gelangen ihm authentische Porträts. Für die meisten Aufnahmen verwendete er eine Mittelformatkamera 6/7 cm. Die entstandenen Bilder zeichnet ein neugieriger Blick und das gekonnte Spiel mit Licht und Schatten aus. Unter den Prominenten befinden sich beispielsweise die Band Scorpions, Doris Dörrie, Ernst August Prinz von Hannover, Helmut Kohl, Ursula von der Leyen, Udo Jürgens, Rudi Carrell und Peter Maffay.
Der Mensch in der Gruppe (1970–1979)
Für Giesel begann die intensive Auseinandersetzung mit Menschengruppen und ihren sozialen Dynamiken in den 1970er Jahren. Ausschlaggebend für die Thematik war ein Auftrag, das Orchester des NDR abzulichten. Giesel lichtete die porträtierten Gruppen stets in ihrer natürlichen Umgebung ab. Indem er auf jegliche eigene Regie verzichtete, gelang es Giesel die Menschen so zu zeigen, wie sie in ihrem Umfeld dargestellt und gesehen werden möchten. Die Fotoserie Mensch in der Gruppe wurde u. a. 1976 in der Galerie der Deutschen Gesellschaft für Photographie (DGPh) in Köln ausgestellt.
Die Fotografische Abteilung des Münchner Stadtmuseums kaufte 1979 im Rahmen der Ausstellung Fotografie 1919–1979. Made in Germany. Die GDL-Fotografen 12 Gruppenporträts an. Die Aufnahme der FKK-Gruppe war 2009 Teil einer großen Ausstellung Nude Visions. 150 Jahre Körperbilder in der Fotografie, bei der auch Werke von Helmut Newton zu sehen waren.
Verrückt nach Ilten (2003)
Für die vielfach ausgestellte Serie Verrückt nach Ilten fotografierte Giesel Patienten sowie Mitarbeiter des psychiatrischen und psychotherapeutischen Klinikums Wahrendorff in Sehnde im Ortsteil Ilten. Der Titel Verrückt nach Ilten ist auf zweierlei Weise zu verstehen. Zum einen, dass jemand aufgrund einer psychischen Krankheit in das Klinikum Wahrendorff nach Ilten gelange. Zum anderen drückt der Titel eine sehnliche Vorliebe, sprich das Verrücktsein nach z. B. einem Ort wie Ilten, aus. Giesel bricht bewusst das oft negativ konnotierte Wort 'verrückt' auf. Im Jahr 1990 erlitt er selbst eine Aneurysmaruptur im Gehirn und verlor infolgedessen große Teile des Kurzzeitgedächtnisses. Bei seinen Fotografien war Giesel eine vorurteilslose Begegnung auf Augenhöhe sehr wichtig. Die 65 Porträts entstanden auf dem Gelände des Klinikums. Im Fotobuch Verrückt nach Ilten sollen die Fotografien und die Porträtierten für sich stehen, weswegen ihre Funktion in der Einrichtung nicht genannt wird. Die Namen, das Alter sowie die Zitate und Unterschriften sind unterhalb der Bilder gedruckt.
100 Hannoversche Köpfe (2006)
Das Projekt 100 Hannoversche Köpfe mit dem gleichnamigen Bildband stellt verschiedene Prominente der Niedersächsischen Landeshauptstadt vor in ihrem Arbeitsalltag und privaten Alltag dar. Giesels Fotografien unterstreichen die biografischen Geschichten der vorgestellten Menschen. Die Menschen werden in von ihnen gewählten Räumlichkeiten und in ihrem eigenen Umfeld präsentiert, darunter Ursula von der Leyen, Margot Käßmann, Nicolas Kiefer, Dirk Roßmann und Klaus Meine.
Hauptsache Arbeit (2010)
Zur Weltfinanzkrise 2007–2008 kontaktierte Giesel über die städtische Beschäftigungsförderung 60 Menschen aus Hannover, die meist durch persönliche Schicksalsschläge ihre Arbeit verloren hatten und anderen Tätigkeiten, wie z. B. Ein-Euro-Jobs beim Bau, als Umzugshelfer, in Gärtnereien oder im Rahmen von Arbeitsbeschaffungsmaßnahmen in der Industrie nachgingen. Giesel fotografierte sie in ihrem neuen Arbeitsumfeld. Für die Ausstellung steuerten die Abgebildeten einen kurzen persönlichen Kommentar zu sich und ihrer Lage bei, der unterhalb der ausgestellten Fotografien zu lesen war. Joachim Giesel wollte mit seinem Engagement dazu beizutragen, dass „ein neues Denken über das Thema Arbeit“ und über Würde unabhängig vom Lohn einsetzt. Die Ausstellung Hauptsache Arbeit – Der Arbeitslosigkeit ein Gesicht geben wurde im Jahr 2010 im Bürgersaal des Neuen Rathauses in Hannover ausgestellt.
Die Fotografische Sammlung des Münchner Stadtmuseum beherbergt 18 Fotografien von Joachim Giesel, darunter 15 Werke aus „Der Mensch in der Gruppe“ sowie „Fassaden“ und „Strom für unser Leben“.

## Joachim Giesel Archiv
Seit Februar 2022 befindet sich das Lebenswerk von Joachim Giesel in Leipzig. Es handelt sich um ca. 300.000 Negative, Vintage Prints, Schriftstücke, Zeitschriften- und Zeitungsartikel, Belegexemplare und Fotobücher. Seit Beginn des Jahres 2023 arbeiten acht Kunsthistorikerinnen unter der Leitung von Rickie Lynne Giesel (Joachim Giesels Enkelin) an der systematischen Erfassung der Werke, Literatur und forschungsrelevanten Archivalien; bei allen handelt es sich um Studentinnen bzw. Alumnae des Instituts für Kunstgeschichte der Universität Leipzig.
Das Joachim Giesel Archiv verfolgt das Ziel der Sichtbarmachung und des Erhalts des fotografischen Œuvres. Erste Ergebnisse sind auf einer Webseite einzusehen, die seit Oktober 2022 online ist. Im Dezember 2022 erfolgte die Anerkennung der Gemeinnützigkeit Joachim Giesel Archivs als gemeinnützige UG durch das Finanzamt Leipzig. Seit Februar 2023 ist das Joachim Giesel Archiv als eine gemeinnützige Unternehmergesellschaft (haftungsbeschränkt) im Handelsregister verzeichnet.

## Ausstellungen
- 1969 Hannover, Städtische Galerie KUBUS: 10 Photographen in Hannover (Gruppenausstellung: Joachim Giesel; Umbo; Heinrich Riebesehl; Wilhelm Hauschild; Kurt Julius; Heinz Koberg; Udo Heuer; Werner Koblizek; Reinhold Lessmann; Günter R. Reitz)
- 1969 Rouen, o. O. 10 Photographen in Hannover (Gruppenausstellung: Joachim Giesel; Umbo; Heinrich Riebesehl; Wilhelm Hauschild; Kurt Julius; Heinz Koberg; Udo Heuer; Werner Koblizek; Reinhold Lessmann; Günter R Reitz)
- 1972 Hannover, Galerie Spectrum: Gesichter. 17 Photographen aus Hannover (Gruppenausstellung)
- 1975 Stuttgart, Württembergische Kunstverein: Fotografie 1929/1975 (Gruppenausstellung)
- 1976 Hamburg, Kunstverein: Fotografie hier und heute (Gruppenausstellung)
- 1976 Köln, Galerie der Deutschen Gesellschaft für Photographie (DGPh): Der Mensch in der Gruppe
- 1979 München, Stadtmuseum: Fotografie 1919–1979. Made in Germany. Die GDL-Fotografen (Gruppenausstellung)
- 1983 Novi Sad, Triennela: Le theatre dans l'art photographie (Preis/Auszeichnung für die Serie Fundus)
- 1984 Hagen, Karl Ernst Osthausen Museum: Bildräume – Acht Photographen sehen Landschaft
- 1987 Eislingen, Kunstverein: Joachim Giesel. Grenzlandschaften und Menschengruppen (Photographien)
- 1989 Hannover, Theatermuseum: Tänzer-Portraits. Photographien vom Ballett der Niedersächsischen Staatsoper Hannover
- 2002 Hannover, Haus der Fotografie: Portfolio. Freie und auftragsgebundene Fotografien.
- 2006 Lehrte, Städtische Galerie: Verrückt nach Ilten
- 2009 München, Stadtmuseum: Nude Visions (Gruppenausstellung)
- 2013 Isernhagen, Skulpturen Forum: Kunst erfahren – Der Betrachter ist im Bild
- 2014 Braunschweig, Museum für Photographie: Schöne Neue BRD? Autorenfotografie in den 1980er Jahren (Gruppenausstellung)[22]
- 2014 Isernhagen, Kunstverein Burgwedel-Isernhagen: „Schnapp-Schuss“ Das Fotografierte fotografieren
- 2015 Braunschweig, Museum für Photographie: Das regionale Gedächtnis (Gruppenausstellung)
- 2016 Hannover, Historisches Museum (Beginenturm): Fotografieren heute – vom Zauber der Bilder
- 2022 Hannover, Sprengel Museum: Vom Beginnen. 50 Jahr Spectrum Photogalerie (Gruppenausstellung)
- 2024 Braunschweig, Museum für Photographie Braunschweig: Erinnerungsbilder. Eine Ausstellung zum 40jährigen Jubiläum des Museums für Photographie Braunschweig
- 2024 Leipzig, Mädler Art Forum: Menschenbilder | Zeitgeschichte. Der Fotograf Joachim Giesel

## Publikationen
- mit Heinrich Riebesehl: Experiment Strassenkunst Hannover. Der Anfang. Landeshauptstadt Hannover (Hg.), Hannover, 1970
- mit Eckhardt Breider, Hans J. Toll: Hannover. Weidlich, Frankfurt am Main 1975
- mit Erich Borkenhagen: Broyhanbier und Brauergilde Hannover 1526-1976. Brauergilde Hannover (Hrsg.), Hannover 1976
- Schönes Hannover/Beautiful Hannover/Hannover, la belle. Fackelträger Verlag, Hannover 1977
- Farbiges Hannover/Colourful Hannover/Hannover en couleur. Fackelträger Verlag, Hannover 1986
- Tänzer-Portraits. Photographien vom Ballett der Niedersächsischen Staatsoper Hannover. EA Quensen, Lamspringe 1989
- mit Meinolf Trudzinski: Museen in Niedersachsen. Niedersächsischen Minister für Wissenschaft und Kunst, Hannover 1989
- Photo-Portraits aus Hannover. Fackelträger Verlag, Hannover 1990
- Hannover. Fackelträger Verlag, Hannover 1990/91 (in verschiedenen Sprachausgaben)
- Reise in die Nacht. Fotografien zur Performance von Harald Weiss. Niedersächsische Lottostiftung, Hannover 2000
- mit Jürgen Winkelsträter: Handwerk – Eine Karriere. Handwerk an Rhein und Ruhr im 20. Jahrhundert. Droste, Düsseldorf 2000
- mit Eva Holtz: Verrückt nach Ilten. Klinikum Wahrendorff. Wara-Psychiatrie-Verlag, Sehnde 2003
- mit Anne Weber-Ploemacher, Tigo Zeyen (Hrsg.): 100 Hannoversche Köpfe. CW Niemeyer, Hameln 2006

## Auszeichnungen
- 1971 Goldmedaille für die Gesamtleistung der Photo 71 (Landesgewerbeamt Stuttgart)
- 1983 erste Auszeichnung bei der Triennela Le theatre dans l'art photographie in Novi Sad für die Serie Fundus
- 1985 Niedersächsischen Staatspreis für das gestaltende Handwerk[23]
- 1992/93 Europäischer Porträt Fotograf des Jahres des Kodak European Gold Awards
- 2001 Victor – Grand Prix der Fotografie für das Lebenswerk / Verliehen während des Internationalen Festivals für Fotografie durch die Association of Independent Professional Photographers (PPofE bzw. EAP) / Belgrad

## Film
- Collection Regard: Die Gründer der Spectrum Photogalerie Hannover (Online)
- H1: Auf dem h1-Sofa – Der Talk mit Anne-Kathrin Berger. Zu Gast: Starfotograf Joachim Giesel vom 8. März 2019 (Online)
- die nordstory – Grenzgeschichten mit Dieter Bub und Joachim Giesel bei NDR vom 29. September 2012 (Online)